# Davor Krznarić
Davor Krznarić (* 22. August 1975 in Berlin) ist ein ehemaliger kroatischer Fußballspieler.

## Karriere
Davor Krznarić absolvierte in der Saison 1993/94 ein Spiel für Tennis Borussia Berlin gegen den FC Carl Zeiss Jena in der 2. Bundesliga und schoss dabei ein Tor. Für Borussia Mönchengladbach stand er in der Saison 1995/96 in zwei Spielen in der Bundesliga auf dem Platz. Weitere Stationen waren unter anderem der BFC Dynamo, der VfB Leipzig und der SV Babelsberg 03.